# Tobi Sijuade
Tobi Sijuade, född 23 februari 2002, är en nigeriansk simmare.

## Karriär
Vid afrikanska spelen 2023 i Accra, som arrangerades 2024, var Sijuade en del av Nigerias kapplag som tog brons på 4×100 meter frisim.
Sijuade tävlade för Nigeria vid olympiska sommarspelen 2024 i Paris, där han blev utslagen i försöksheatet på 50 meter frisim och slutade på totalt 43:e plats.